# Мефодий (Кудряков)
Мефодий (в миру Валерий Андреевич Кудряков; 11 марта 1949, Копычинцы, Тернопольская область — 24 февраля 2015, Киев) — украинский общественно-политический и церковный деятель, третий (после Мстислава (Скрипника) и Димитрия (Яремы)) предстоятель неканонической Украинской автокефальной православной церкви с титулом «Митрополит Киевский и всей Украины».

## Биография
Родился 11 марта 1949 года в городе Копычинцы Тернопольской области.
В 1968 году окончил среднюю школу в городе Монастыриска Тернопольской области. В 1969—1971 гг. служил в советской армии.
В 1977—1981 гг. учился в Московской духовной семинарии в Загорске.
27 июня 1981 года митрополитом Львовським и Тернопольским Николаем (Юриком) рукоположён в дьякона целибатом, а на следующий день — в священника.
В 1985 году был назначен благочинным по Тернопольской области.
В 1986 году поступил на заочное отделение Московской Духовной Академии.
В 1987 году был запрещён в служении митрополитом Львовским Никодимом (Руснаком).
В 1989 году запрет в священнослужении был снят, Валерий Кудряков был возобновлён в клире Львовской и Тернопольской епархии.
В 1990 году перешёл в возобновлённую УАПЦ. В 1993 году принял монашество с именем Мефодий в честь равноапостольного Мефодия.
В 1995 году был назначен управляющим канцелярией Патриарха Владимира (Романюка).
17 июня 1995 года был рукоположён в епископа Хмельницкого и Каменец-Подольского. В хиротонии принимали участие патриарх Киевский и всея Руси-Украины Владимир (Романюк) и епископ Донецкий и Луганский Изяслав (Карга).
После загадочной кончины главы УПЦ КП Владимира (Романюка) объявил филаретовцев его убийцами.
19 октября 1995 года отошёл от УПЦ КП и признал юрисдикцию патриарха Киевского и всей Украины УАПЦ Димитрия (Яремы).
В 1997 году Мефодий был наделён титулом архиепископа Тернопольского и Подольского. В 1999 году возведён в сан митрополита.
1 марта 2000 года решением IV Поместного Собора Украинской автокефальной православной церкви избран местоблюстителем Патриаршего престола УАПЦ, при этом признавая духовным главой УАПЦ в диаспоре митрополита Константина (Багана).
14 сентября 2000 года избран Предстоятелем Украинской автокефальной православной церкви с титулом митрополита Тернопольского и Подольского.
В 2002 году по просьбе Архиерейского собора УАПЦ и в соответствии со статутом УАПЦ (п. 6.1) принимает титул «Блаженнейший Митрополит Киевский и всея Украины».
На протяжении своего предстоятельства прилагал много усилий для объединения православия на Украине.
Скончался 24 февраля 2015 года в Киеве после продолжительной болезни.
В день смерти митрополита Мефодия Предстоятель УПЦ КП Филарет (Денисенко) призвал епископат УАПЦ возобновить переговоры относительно объединения двух ветвей украинского Православия.
Был погребён на территории храма Рождества Христова в Тернополе.
На 40-й день после смерти митрополита Мефодия в Тернополе в присутствии всех архиереев УАПЦ было опубликовано его «Духовное Завещание». В нём митрополит призывает к продолжению многолетнего курса УАПЦ на сопричастие с Константинопольским патриархатом, продолжению диалога с епископатом УПЦ КП и украиноцентричной частью епископата УПЦ во главе с митрополитом Александром (Драбинко) об объединении в единую поместную и канонически признанную Вселенским Православием Православную церковь, но не принимать решений относительно такого объединения без канонического благословения Константинопольский Патриарха.

## Фонд памяти
После смерти митрополита Мефодия его ближайшим окружением был создан «Фонд памяти Блаженнейшего Митрополита Мефодия». Цель деятельности фонда — публикация его трудов, съёмка документального фильма о его жизни и деятельности.
В мае 2015 года фондом была издана книга «Один народ, один язык, одна церковь», куда вошли избранные труды, написанные им во времена предстоятельского служения в Украинской автокефальной православной церкви.
В статьях и научных исследованиях упокоившегося предстоятеля УАПЦ анализируется главное историческое событие церковной жизни Украины XX века — восстановление автокефального бытия Украинской Церкви и провозглашения Киевского Патриархата. В многочисленных документах Патриархии и Архиерейского Собора УАПЦ, написанных митрополитом Мефодием или под его непосредственным руководством, раскрыты исторические и канонические причины современного канонического кризиса украинского православия, определены главные ошибки автокефального движения и пути их преодоления, определена экклезиология возрождения УАПЦ и вхождения этой церкви в сопричастие со Константинопольским Патриархатом.
В годовщину смерти митрополита 24 февраля 2016 года в Тернопольском областном краеведческом музее усилиями Фонда была проведено открытие выставки памяти владыки Мефодия. На выставке представлены личные вещи митрополита, его книги, рукописи и церковное облачение. Перед выставкой прошёл экспертный круглый стол «Объединим Церковь — объединим Украину: Наследие митрополита Мефодия и консолидация Украинского Православия» при участии религиоведов, представителей разных конфессий, и общественности и местных властей.

## Награды
- Орден «За заслуги» III ст. (21 августа 2001) — за значительный личный вклад в социально-экономическое и культурное развитие Украины, весомые трудовые достижения и по случаю 10-летия независимости Украины[12]
- Орден «За заслуги» II ст. (15 мая 2003) — за весомый личный вклад в возрождение духовности, утверждение идей милосердия и согласия в обществе, активную миротворческую и благотворительную деятельность[13]
- Орден князя Ярослава Мудрого III ст. (22 июля 2008) — за выдающийся личный вклад в утверждение духовности, гуманизма и милосердия, многолетнюю плодотворную церковную деятельность и по случаю 1020-летия крещения Киевской Руси[14]
- Орден «За заслуги» I ст. (10 марта 2009) — за многолетнюю плодотворную церковную деятельность, утверждение идеалов духовности, милосердия и согласия в обществе[15][16]